# Otáčivé hlediště

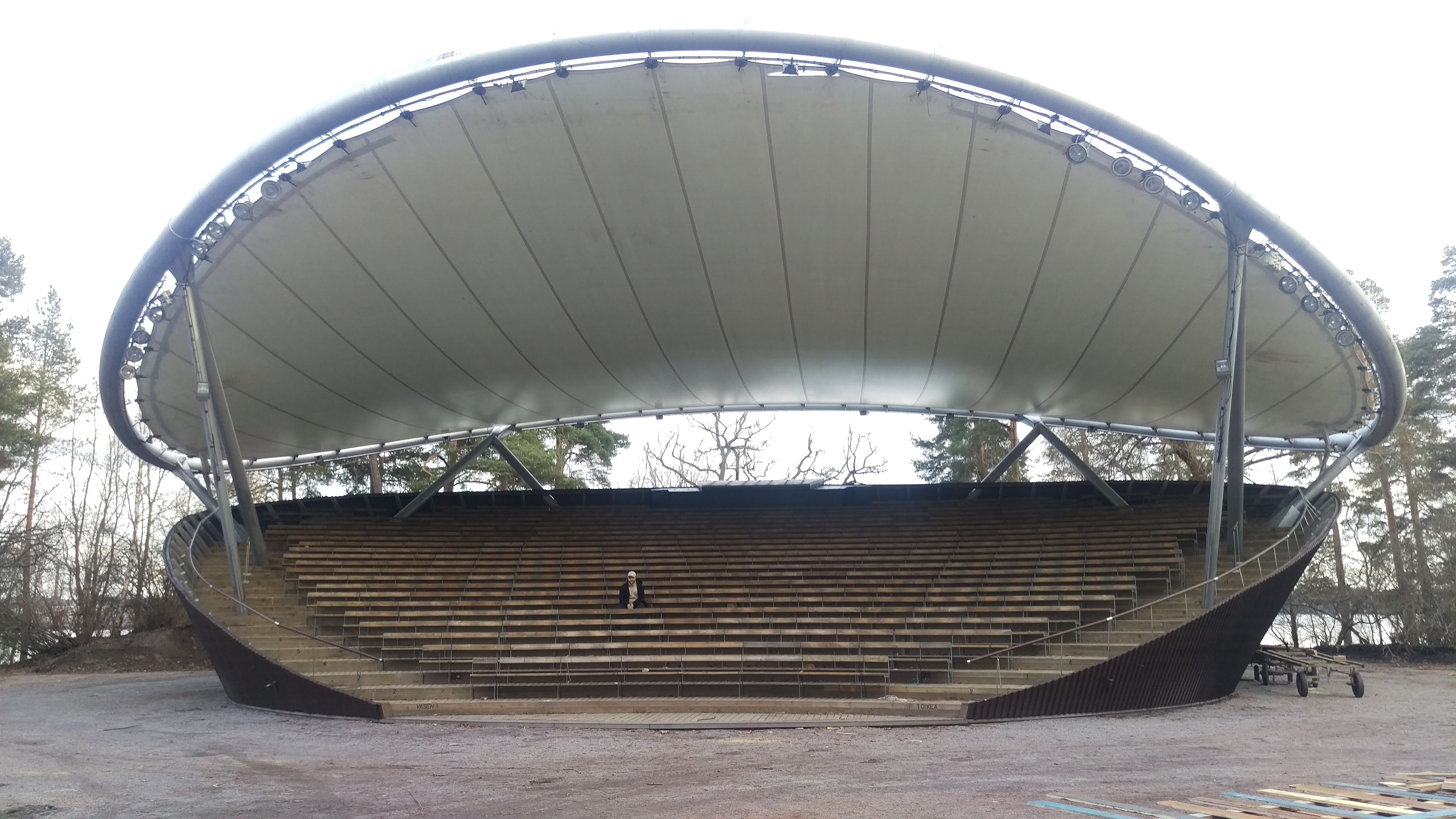
Otáčivé hlediště Pyynikin v Tampere

Otáčivé hlediště je typ divadla, kdy je publikum v průběhu představení přemisťováno otáčením hlediště k jednotlivým scénám a kulisám.

## Seznam otáčivých hledišť
První otáčivá hlediště byla postavena v Českém Krumlově a finském Tampere, obě v roce 1959. Jde o české Otáčivé hlediště Český Krumlov a finské Pyynikin kesäteatteri.
Další otáčivé hlediště bylo postaveno ve finském městě Närpes v roce 1966, menší Otáčivé hlediště v Týně nad Vltavou je z roku 1983 a menší vnitřní otáčivé hlediště bylo postaveno v Boulevard theatre v Londýně roku 2019.